# Mary Kay Place
Mary Kay Place est une actrice, réalisatrice et scénariste américaine, née le 23 septembre 1947 à Tulsa, Oklahoma (États-Unis).

## Filmographie

### Comme actrice
- 1976 : Mary Hartman, Mary Hartman (en) (série télévisée) : Loretta Haggers
- 1976 : En route pour la gloire (Bound for Glory) de Hal Ashby : Sue Ann (la fille au bar)
- 1977 : Forever Fernwood (série télévisée) : Loretta Haggers
- 1977 : New York, New York de Martin Scorsese : Bernice Bennett
- 1979 : American Graffiti, la suite (More American Graffiti) de Bill Norton : Teensa
- 1979 : Merci d'avoir été ma femme (Starting Over) de Alan J. Pakula : Marie
- 1980 : Au nom de l'amour (Act of Love) (TV) : Becky Wiggins
- 1980 : La Bidasse (Private Benjamin) de Howard Zieff : Mary Lou Glass
- 1981 : Modern Problems de Ken Shapiro : Lorraine
- 1982 : Waltz Across Texas de Ernest Day : Kit Peabody
- 1983 : Les Copains d'abord (The Big Chill) de Lawrence Kasdan : Meg Jones
- 1983 : Tendres Passions (Terms of Endearment) : Doris (voix)
- 1984 : Mom's On Strike (TV) : Ellie Skinner
- 1984 : For Love or Money (téléfilm) : K.K.
- 1985 : The History of White People in America (TV) : Joyce Harrison
- 1985 : Explorers de Joe Dante : Madame Crandall
- 1985 : Smooth Talk de Joyce Chopra : Katherine
- 1986 : The History of White People in America: Volume II (TV) : Joyce Harrison
- 1986 : The Girl Who Spelled Freedom (TV) : Prissy Thrash
- 1988 : Portrait of a White Marriage : Joyce Harrison
- 1988 : A New Life de Alan Alda : Donna
- 1989 : Out on the Edge (TV) : Sondra Evetts
- 1990 : Traitor In My House (TV) : Elizabeth Van Lew
- 1991 : Bright Angel de Michael Fields : Judy
- 1991 : Tremblement de cœur (Crazy from the Heart) (TV) : Merrilee Playton
- 1992 : Le Lit des mensonges (en) (Bed of Lies) (TV) : Jean Daniel Murph
- 1992 : Captain Ron de Thom Eberhardt : Katherine Harvey
- 1992 : Samantha (en) de Stephen La Rocque : Marilyn
- 1992 : Le Temps d'une idylle (Just My Imagination) (TV) : Shilda Hawk
- 1993 : Manipulation meurtrière (Telling Secrets) (TV) : Shelley Jefferson Carp
- 1993 : Les Chroniques de San Francisco (Tales of the City) (feuilleton TV) : Prue Giroux
- 1994 : Teresa's Tattoo de Julie Cypher : Nora
- 1994 : Le Prix de la vengeance (In the Line of Duty: The Price of Vengeance) (TV) : Norma Williams
- 1994 : Leslie's Folly (TV) : Susan
- 1995 : Great Performances (TV)
- 1996 : Un sujet capital (Citizen Ruth) de Alexander Payne : Gail Stoney
- 1996 : Ma meilleure ennemie (en) (My Very Best Friend) (TV) : Molly Butler
- 1996 : Manny & Lo de Lisa Krueger : Elaine
- 1996 : Liaison impossible (For My Daughter's Honor) (TV) : Betty Ann Dustin
- 1997 : Eye of God de Tom Blake Nelson : Claire Spencer
- 1997 : L'Amour est ailleurs (Love in Another Town) (TV) : Sam
- 1997 : L'Idéaliste (The Rainmaker) de Francis Ford Coppola : Dot Black
- 1998 : Naturally Native : Madame Celeste
- 1998 : How to Make the Cruelest Month de Kip Koenig : Mary Bryant
- 1998 : Pecker de John Waters : Joyce
- 1998 : Le Chemin de l'espoir (Point Last Seen) (TV) : Coreen Davis
- 1999 : Coupable d'amour (Judgment Day: The Ellie Nesler Story) : Jan Martinez
- 1999 : Dans la peau de John Malkovich (Being John Malkovich) de Spike Jonze : Floris
- 1999 : Une vie volée (Girl, Interrupted) de James Mangold : Barbara Gilcrest
- 2000 : Committed (en) de Lisa Krueger : la psychiatre
- 2001 : My First Mister de Christine Lahti : Nurse Patty
- 2001 : Accroché (Nailed) de Joel Silverman : Fern Romano
- 2001 : The Safety of Objects de Rose Troche : Helen Christianson
- 2001 : Chroniques de San Francisco (Further Tales of the City) (feuilleton TV) : Prue Giroux
- 2001 : Human Nature de Michel Gondry : la mère de Nathan
- 2001 : A Woman's a Helluva Thing (TV) : Cecilia
- 2002 : Junk de Stephanie Meurer : Ma
- 2002 : Fashion victime (Sweet Home Alabama) de Andy Tennant : Pearl Smooter
- 2002 : New York, unité spéciale (saison 4, épisode 3) : Hope Garrett
- 2003 : Latter Days de C. Jay Cox : Sœur Gladys Davis
- 2003 : Nobody Knows Anything! de William Tannen : Madame McClintock
- 2004 : Evergreen de Enid Zentelis : Susan
- 2004 : Death and Texas de Kevin DiNovis : Madame Kim
- 2004 : Killer Diller (en) de Tricia Brock : Dr Gwen Bradley
- 2004 : Silver City de John Sayles : Grace Seymour
- 2005 : Lonesome Jim de Steve Buscemi : Sally
- 2005 : Nine Lives de Rodrigo Garcia : Alma Morgan
- 2008 : La Cité de l'ombre (City of Ember) de Gil Kenan : Madame Murdo
- 2009 : Julie et Julia, de Nora Ephron : la mère de Julie (voix)
- 2009 : Pas si simple, de Nancy Meyers : Joanne
- 2009 : Pushing Daisies (TV) : Annabelle Vandersloop (saison 2, épisode 9)
- 2010 : Shrek 4 : Il était une fin : la sorcière gardienne (voix)
- 2010 : Be Bad ! : Mme Saunders
- 2013 : Californication (TV) : la mère de Faith (saison 6, épisode 10)
- 2016 : Youth in Oregon de Joel David Moore :
- 2016 : La Famille Hollar (The Hollars) de John Krasinski : Pam
- 2019 : Diane de Kent Jones : Diane Rhodes
- 2020 : The Prom de Ryan Murphy : la grand-mère d'Emma
- 2021 : Music de Sia

### comme scénariste
- 1996 : Arliss (Arli$$) (série télévisée)

### Comme réalisatrice
- 1988 : Baby Boom (série télévisée)
- 1990 : Dream On (série télévisée)